# 김시래
김시래(金時來, 1989년 3월 22일~ )는 전 한국 프로 농구 원주 DB 프로미 소속 농구 선수이다.

## 출신 학교
- 서울연가초등학교
- 명지중학교
- 명지고등학교
- 명지대학교

## 이력
그의 종교는 개신교이다. 그는 2012년 KBL 드래프트에서 전체 1순위로 울산 모비스 피버스에 지명되었지만, 이후 모비스가 우승을 차지한 직후 창원 LG로 트레이드되었다. 특기는 어시스트.
2012-2013시즌 종료후 창원 LG 세이커스로 트레이드 직후 주전 포인트가드로 자리잡았다. 2014-2015시즌 이후 상무에 입대하여 군복무를 해결하였다. 군복무를 해결한 이후부터 팀의 주전 가드로 나와 맹활약하고 있다.
2021년 서울 삼성 썬더스에 입단해 2024년까지 활동하였다.
2024년 원주 DB 프로미에 입단해 2025년까지 활동하였고 시즌 후 은퇴하였다.
가족은 아내와 자녀(2녀)가 있다

## 소속팀 우승
- 2016 프로-아마농구 최강전 신협 상무

## 개인 수상
- 2016 프로-아마농구 최강전 MVP